# 그 녀석들의 이중생활
그 녀석들의 이중생활은 대한민국의 버라이어티 프로그램이다.

## 출연자
- 태양
- CL
- 오혁